# Richard Ng
Pour les articles homonymes, voir Ng.
Richard Ng, de son vrai nom Ng Yiu-hon (吳耀漢, né le 17 décembre 1939 à Canton et mort le 9 avril 2023 à Hong Kong), est un acteur britannique connu pour ses rôles comiques, particulièrement dans les années 1980 et 1990, et notamment dans les Lucky Stars.
Ng est apparu dans 80 films à ce jour. Il a été nommé deux fois au Hong Kong Film Award du meilleur acteur pour ses rôles dans Le Gagnant et Beyond the Sunset et a travaillé avec certains des plus grands noms du cinéma d'action hongkongais comme Jackie Chan, Michelle Yeoh, Andy Lau ou Jet Li.

## Biographie
Le premier rôle de Ng au cinéma est dans la comédie Mr Boo détective privé (1976) de Michael Hui. C'est le premier des nombreux films dans lequel il apparaît avec Sammo Hung durant les 30 années suivantes. En 1979, Ng réalise son seul film comme réalisateur, Murder Most Foul, dans lequel il joue également et qu'il a co-écrit avec Wong Jing. En 1983, il apparaît dans le rôle de « Tronche en Biais » dans Le Gagnant, le premier de la série des Lucky Stars. Il continue à apparaître dans tous les films suivants des Lucky Stars au cours des années 1980, fondamentalement dans le même type de rôle, même si le nom de son personnage dans ces films est « Sandy ».
Ng tient le devant de l'affiche dans la série des Pom Pom, avec l'autre Lucky Star, John Shum. Ces films sont dérivés de la série des Lucky Stars, mais plus comiques que axés sur l'action. Sammo Hung en produit trois d'entre eux, et sert comme directeur d'action sur les deux premiers. Les quatre films sont distribués par les sociétés de production de Hung, Bo Ho Films et D&B Films. Le premier film, Pom Pom met en scène des caméos de Sammo Hung, Charlie Shin et Stanley Fung dans leurs personnages de Le Gagnant. Jackie Chan et Yuen Biao, qui étaient aussi apparus dans les films des Lucky Stars, font également des caméos. Dans la série, Ng joue Ng Ah Chow (ou Ng Ah Chau), tandis que Shum joue « Beethoven », une paire de flics incapables qui n'ont aucun succès avec les filles. Les trois premiers films de Pom Pom se portent bien au box-office local, récoltant chacun entre 17 et 20 millions HK$, une somme comparable à celle des autres films des Lucky Stars de la même époque, Le Marin des mers de Chine de Jackie Chan et Zu, les guerriers de la montagne magique de Sammo Hung et Yuen Biao.
Ng devient un acteur reconnu et interprète de nombreux rôles secondaires dans de nombreuses comédies d'action populaires, notamment Soif de justice (1984), Shanghaï Express (1986) et Big Brother (1989). Durant les années 1990, il apparaît dans au moins 8 autres films avec Sammo Hung, y compris Il était une fois en Chine 6 : Dr Wong en Amérique.
À partir de 1997, Richard Ng vit à Londres et dit être en semi-retraite. Il est cependant clairement toujours très actif, faisant plusieurs apparitions à la télévision britannique et continuant également à travailler sur des films hongkongais.
Depuis son lancement en 2002, Ng apparaît dans plusieurs épisodes du feuilleton de la BBC Scotland, River City (en) (sous le nom de « Richard Woo »). Il interprète Johnny Wu, le propriétaire du restaurant à emporter Wok My World. En 2003, il apparaît dans le deuxième film de Tomb Raider, Lara Croft : Tomb Raider, le berceau de la vie. En 2004, il apparaît dans une scène supprimée d'un épisode de Black Books. Il joue dans un épisode de The Bill en 2005, et dans un épisode de la série Génial Génie en 2006. En 2009, il joue dans Red Dwarf: Back to Earth (en) dans le rôle d'un fabricant de prothèses.
Ng peut être vu à la télévision britannique, jouant un commerçant dans une publicité pour RAC Limited (en), aux côtés de Lennox Lewis, et dans une autre pour la télévision par satellite, habillée en esquimau. Il joue également l'empereur de Chine dans un docu-drama sur Channel 4, The Great Wall of China. En 2008, il joue le personnage de Sifu Chien, maître Shaolin d'un policier de Hong Kong, Terry Phoo (Eddie Shin (en)) dans le programme de la BBC Three, Phoo Action (en).
En 2000, Richard Ng joue aux côtés de son fils, Carl Ng (en), dans le film Love at First Sight alias Sausalito (en). Les deux étaient déjà apparus ensemble plusieurs fois comme dans The Triad Zone (2000) de Dante Lam, Lemon Crush (2002), Legend of the Dragon (2004) de Sammo Hung et le film de Jingle Ma (en), Happy Birthday (2007).
Ng et son fils apparaissent également ensemble dans trois autres films, Magazine Gap Road (2007), Bodyguard: A New Beginning (2008) et Jessica Caught on Tape. Il fait un caméo dans le film La Filature (2016).

## Filmographie
- Hotel Soul Good (2018)
- The Invincible Dragon (2018)
- Crazy This Year (2018)
- Bio Raiders (2017)
- 20:16 (2017)
- Vampire Cleanup Department (2017)
- 100 Days Of Love (2017) (série TV)
- La Filature (2016)
- Lost in Hong Kong (en) (2015)
- Little Big Master (2015)
- Rigor Mortis (2013)
- Supercapitalist (en) (2012)
- The Fortune Buddies (en) (2011)
- Men Suddenly in Love (en) (2011)
- Perfect Wedding (en) (2010)
- Détective Dee : Le Mystère de la flamme fantôme (2010)
- Flirting Scholar 2 (en) (2010)
- Silver Lining (2010)
- Here Comes Fortune (en) (2010)
- Red Dwarf: Back to Earth (en) (série TV, 2009)
- Phoo Action (en) (pilote de série TV, 2008)
- Happy Birthday (2007)
- Mr. 3 Minutes (en) (2006)
- Legend of the Dragon (2004)
- Brothers 4 (2003)
- Lara Croft : Tomb Raider, le berceau de la vie (2003)
- My Dream Girl (2003)
- My Wife Is 18 (en) (2002)
- Lemon Crush (2002)
- Beijing Rocks (en)(2001)
- L'Empire du roi-singe (série TV, 2001)
- The Triad Zone' (2000)
- Sausalito (en) (2000)
- Hong Kong Night Club (1997)
- Il était une fois en Chine 6 : Dr Wong en Amérique (1997)
- Ah Kam (1996)
- How to Meet the Lucky Stars (1996)
- Whatever Will Be, Will Be (en) (1995)
- Heaven Can't Wait (1995)
- Once in a Lifetime (1995)
- Don't Give a Damn (en) (1995)
- Mack the Knife (en) (1995)
- Under One Roof (en) (série TV, 1994)
- Perfect Couples (en) (1993)
- Future Cops (1993)
- Evil Cult (1993)
- Boys Are Easy (1993)
- Saviour of the Soul 2 (1992)
- Banana Spirit (1992)
- Succession par l'épée (1992)
- The Banquet (1991)
- Son on the Run (1991)
- The Gambling Ghost (en) (1991)
- Ghost Punting (1991)
- Slickers vs. Killers (en) (1991)
- Till Death Shall We Start (1990)
- License to Steal (1990)
- Red Dust (en) (1990)
- Family Honour (1990)
- Demon Intruder (1990)
- Mr. Sunshine (1989)
- Little Cop (1989)
- Return of the Lucky Stars (1989)
- Unfaithfully Yours (1989)
- Excuse Me, Please! (1989)
- Beyond the Sunset (1989)
- Run, Don't Walk (1989)
- Big Brother (1989)
- Faithfully Yours (1988)
- Keep on Dancing (1988)
- In the Blood (1988)
- Yes, Madam 2 (1988)
- Golden Swallow (1988)
- King of Stanley Market (1988)
- Gaston en Leo in Hong Kong (film belge, 1988)
- Mistaken Identity (1988)
- Magnificent Warriors (en) (1987)
- My Cousin, the Ghost (1987)
- Mr. Handsome (1987)
- Mr. Vampire 3 (1987)
- The Wrong Couples (en) (1987)
- Shanghaï Express (1986)
- From Here to Prosperity (1986)
- Pom Pom contre-attaque (1986)
- The Haunted Island (1986)
- Le Flic de Hong Kong 3 (1986)
- The S.I.B. Files (série TV, 1986)
- Yes, Madam (1985)
- Le Flic de Hong Kong 2 (1985)
- Mr Boo contre Pom Pom (1985)
- Le Flic de Hong Kong (1985)
- Le Retour de Pom Pom (1984)
- Pom Pom (1984)
- Heaven Can Help (1984)
- Soif de justice 1984)
- Le Gagnant (1983)
- The Return of the Condor Heroes (en) (1983)
- It Takes Two (en) (1982)
- Carry On Pickpocket (en) (1982)
- Itchy Fingers (1979)
- Murder Most Foul (1979)
- The Pilferer's Progress (1977)
- Mr Boo détective privé (1976)
- Golden Needles (en) (1975)[3],[4],[5],[6],[7]